# Monserrat (Buenos Aires)

Lage von Monserrat in Buenos Aires

Monserrat oder Montserrat ist ein Stadtteil im Osten der argentinischen Hauptstadt Buenos Aires. Er hat 43.560 Einwohner (Stand von 2001) auf einer Fläche von 2,2 km², die Bevölkerungsdichte entspricht somit 19.800 pro km². 

## Lage
Der Stadtteil wird begrenzt durch die Straßen Avenida Rivadavia, Avenida Leandro N. Alem, Calle Bartolomé Mitre, Avenida Rosales, Avenida La Rábida norte, Avenida Ingeniero Huergo, Calle Chile, Calle Piedras, Avenida Independencia und Avenida Entre Ríos. Nördlich von Monserrat liegt San Nicolás, östlich Puerto Madero, im Süden San Telmo und Constitución und im Westen Balvanera.

## Geschichte
Die Geschichte von Monserrat reicht zur Gründung von Buenos Aires zurück, als 1580 der spanische Adelantado Juan de Garay dort an Land ging. Zunächst wurde dort 1594 ein Fort errichtet. 1608 wurde Jesuiten ein zwei Hektar großes Grundstück gewährt, auf dem 1686 mit den Bauarbeiten für die Kirche „San Ignacio“ begonnen wurde. 1734 eingeweiht, ist sie die älteste noch existierende Kirche in Buenos Aires. Die der Kirche angeschlossene Schule und Bibliothek war die beste im kolonialen Buenos Aires und bot als einzige Einrichtung eine klassische Ausbildung. Sie erhielt daher im Volksmund den Namen „Manzana de las Luces“ (Haus der Erleuchteten). 
Auch andere Orden siedelten sich in Monserrat an, darunter die katalanische Bruderschaft der „Jungfrau von Montserrat“, nach der der Stadtteil 1769 seinen heutigen Namen erhielt. 

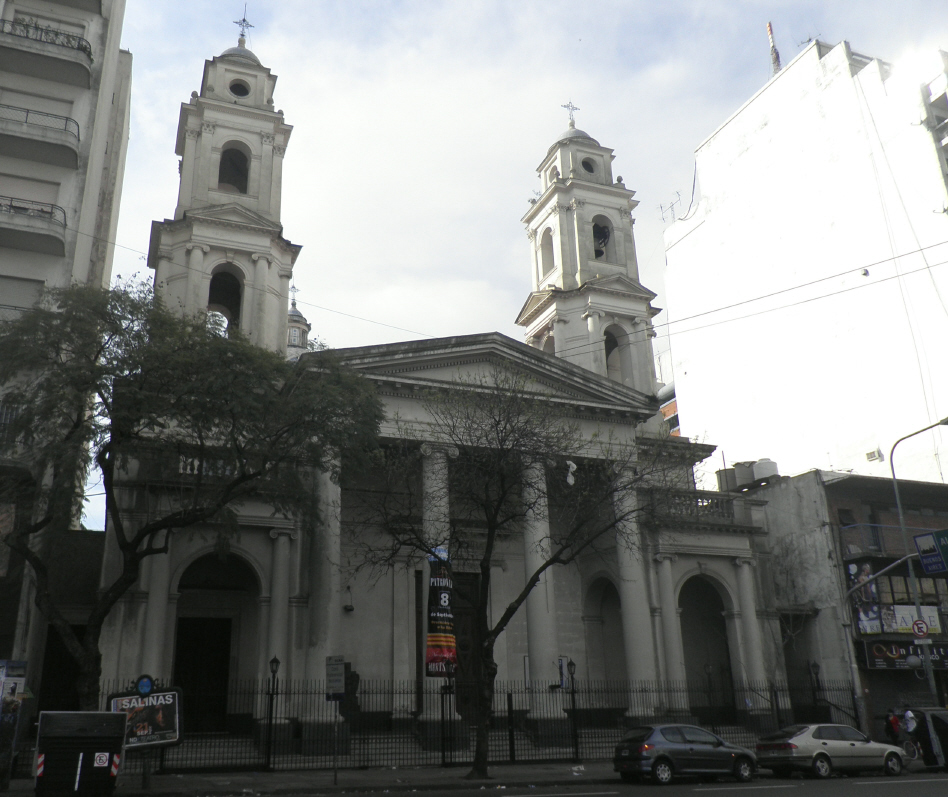
Kirche „Nuestra Señora de Montserrat“

Bis zum Ende des 19. Jahrhunderts tat sich wenig in Monserrat. Als gegen 1875 der wirtschaftliche Aufschwung Argentiniens begann, blieben allerdings auch die Kopfsteinpflastergassen von Monserrat nicht von der Modernisierung verschont. Die Anlage von Docks im heutigen Puerto Madero, östlich von Monserrat führte auch zum Bau des Paseo Colón, bis heute eine wichtige Durchgangsstraße. 1884 wurde die Plaza de Mayo angelegt, auf der auch der Sitz des argentinischen Präsidenten, die Casa Rosada, steht. Um die Avenida de Mayo anzulegen, wurden viele Gebäude aus der Kolonialzeit abgerissen, darunter auch Teile des Cabildo. Aber nach wie vor ist die Gegend südlich der Plaza de Mayo der älteste Teil von Buenos Aires, nur wenige Gebäude sind jünger als 100 Jahre. 
1913 wurde auf der Avenida de Mayo die erste Metrostation von Buenos Aires eröffnet. 

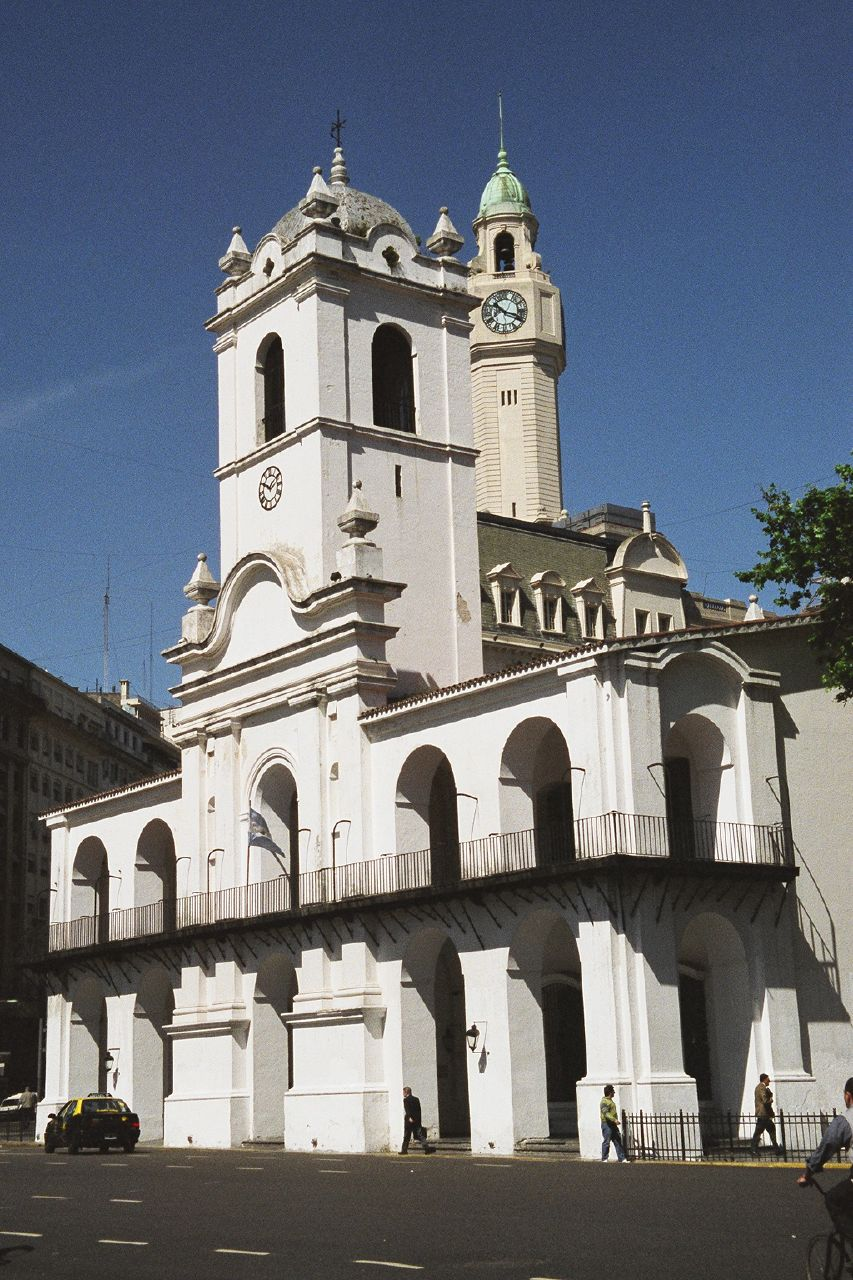
Cabildo in Monserrat

Monserrat ist das politische Zentrum von Buenos Aires: An der Plaza de Mayo stehen der Präsidentenpalast, die Casa Rosada, der Cabildo und das städtische Rathaus, etwas östlich der Casa Rosada, im Parque Colón ist das zwanzigstöckige Verteidigungsministerium zu sehen. Die Plaza de Mayo ist über die Avenida de Mayo mit der Plaza del Congreso verbunden, Standort des Kongresspalastes, wo das argentinische Parlament tagt. Während der Plaza del Congreso aber noch zu Monserrat gehört, steht der Kongresspalast bereits in Balvanera, da die Avenida Entre Ríos sowohl den Kongresspalast von der Plaza trennt, aber auch die beiden Stadtteile.
Seit 1950 verläuft die Avenida 9 de Julio durch Monserrat. Der westliche Teil des Viertels, vorher von Angehörigen der Mittelschicht bewohnt, entwickelte sich zu einem Quartier der Boheme, aber auch zu einem beliebten Wohnort für diejenigen, die die Nähe zum Finanzdistrikt im nördlich gelegenen San Nicolás schätzen. 

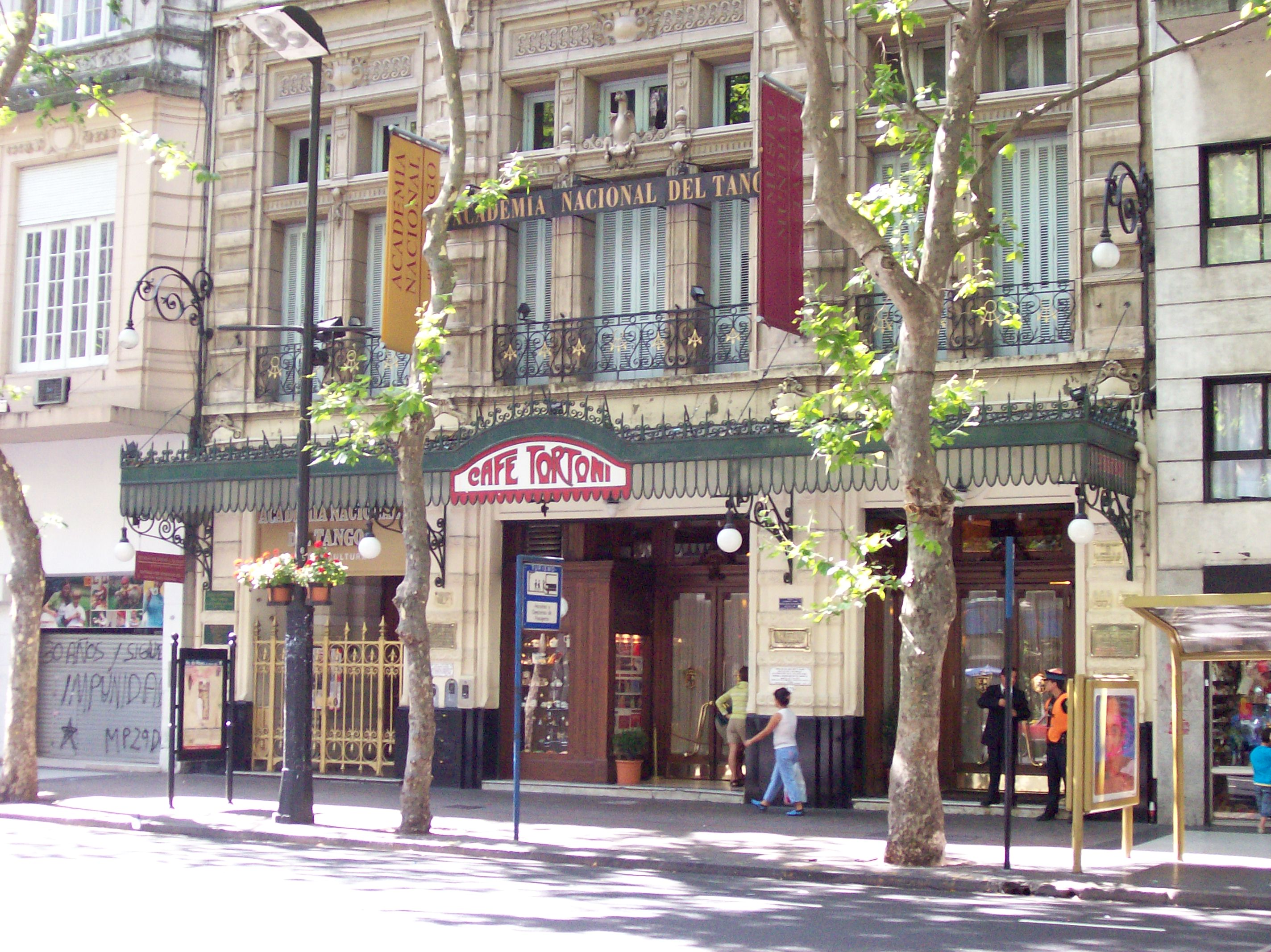
Café Tortoni

Sein architektonischer Reichtum und die ruhigen, engen Straßen führten seit 1990, ähnlich wie im benachbarten San Telmo, zu einem neuen Interesse. Durch die zahlreichen spanischen Restaurants und Einrichtungen der spanischstämmigen Argentinier, z. B. Klubs, wird Monserrat mit der spanischen Tradition in Buenos Aires assoziiert und ist dadurch auch attraktiv für Touristen, sowohl aus kulturellen Gründen als auch wegen seines Ambientes. Auch das berühmte Café Tortoni befindet sich hier. Auch das Colegio Nacional de Buenos Aires steht in Monserrat.

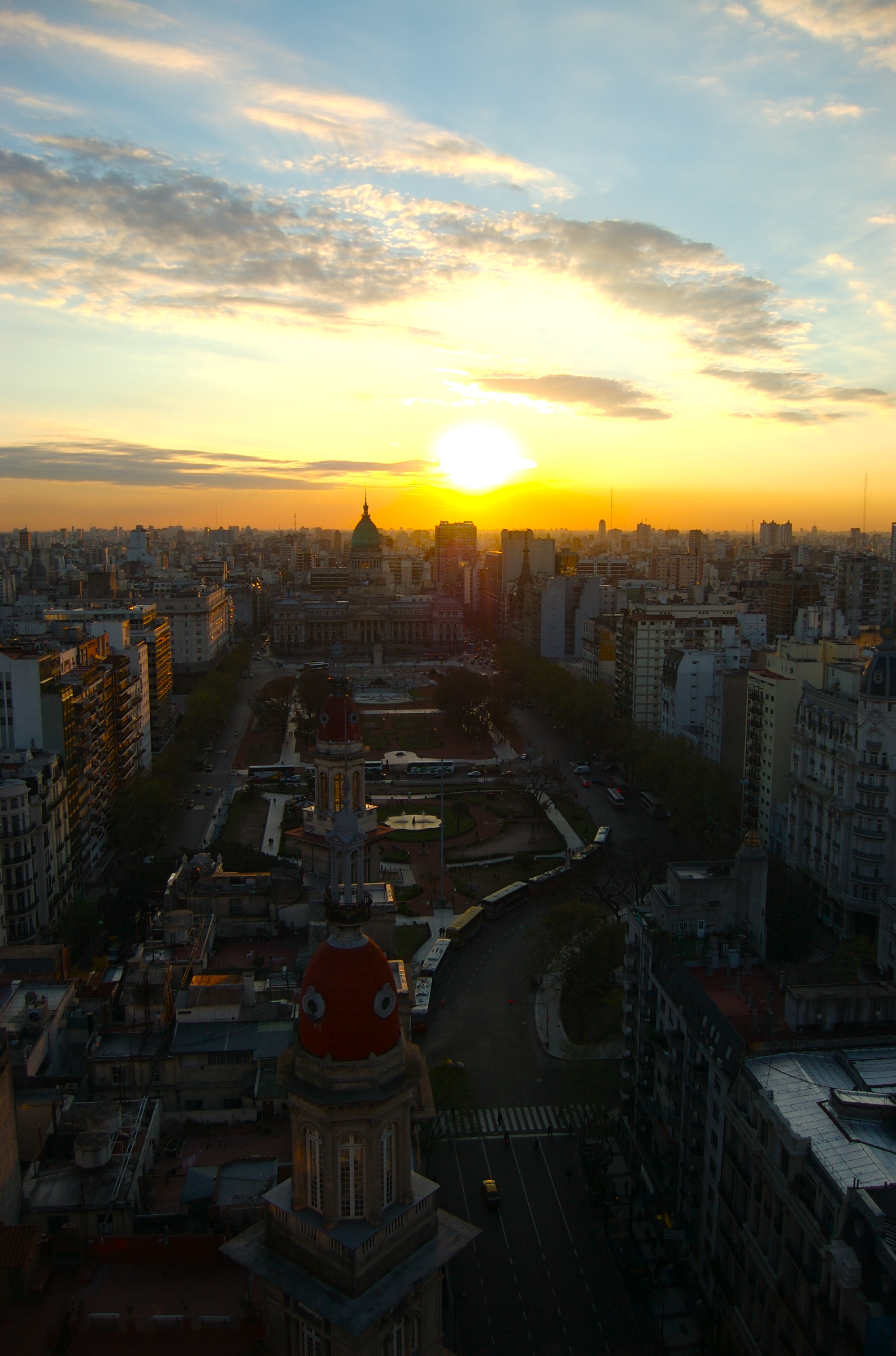
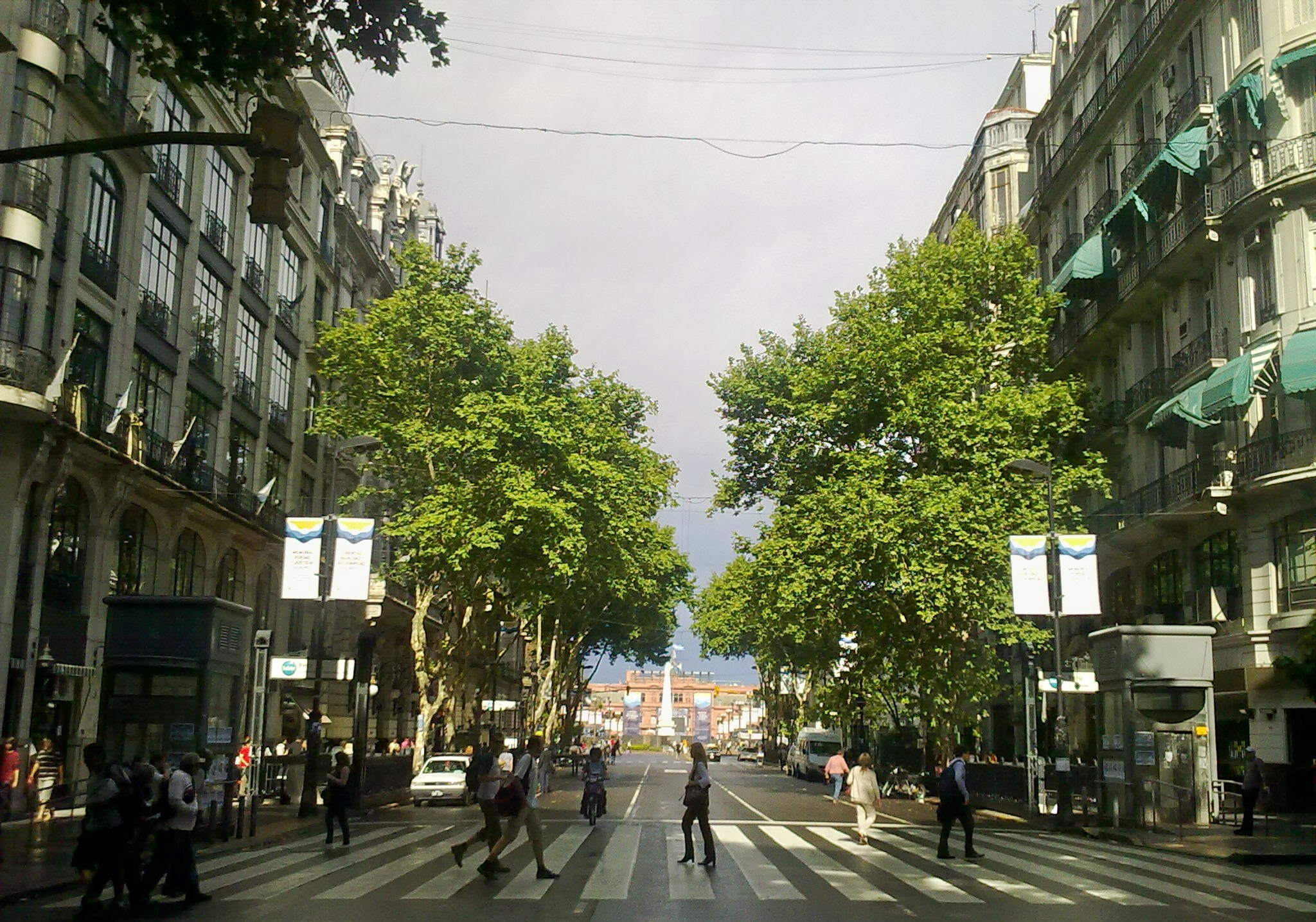
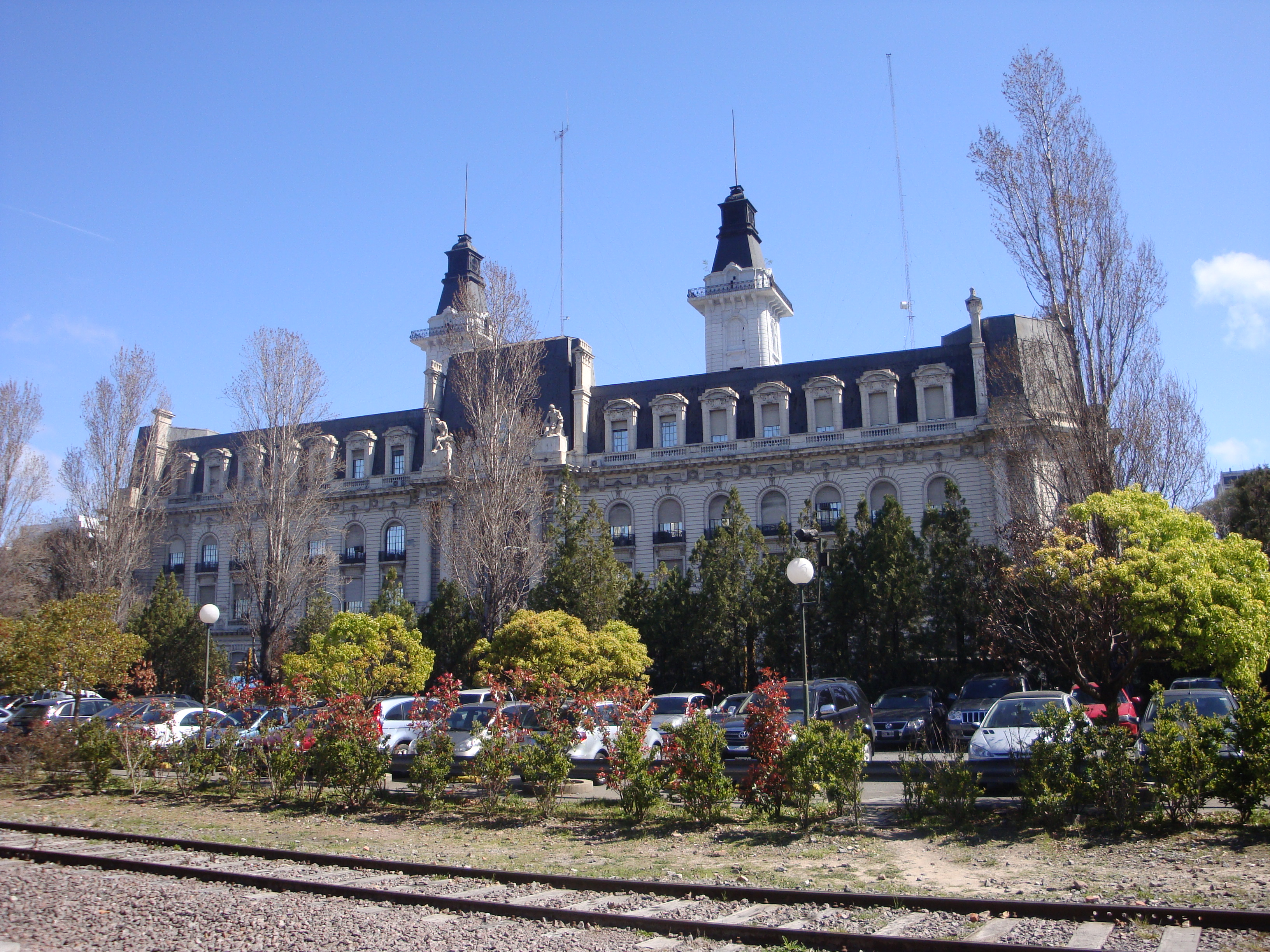
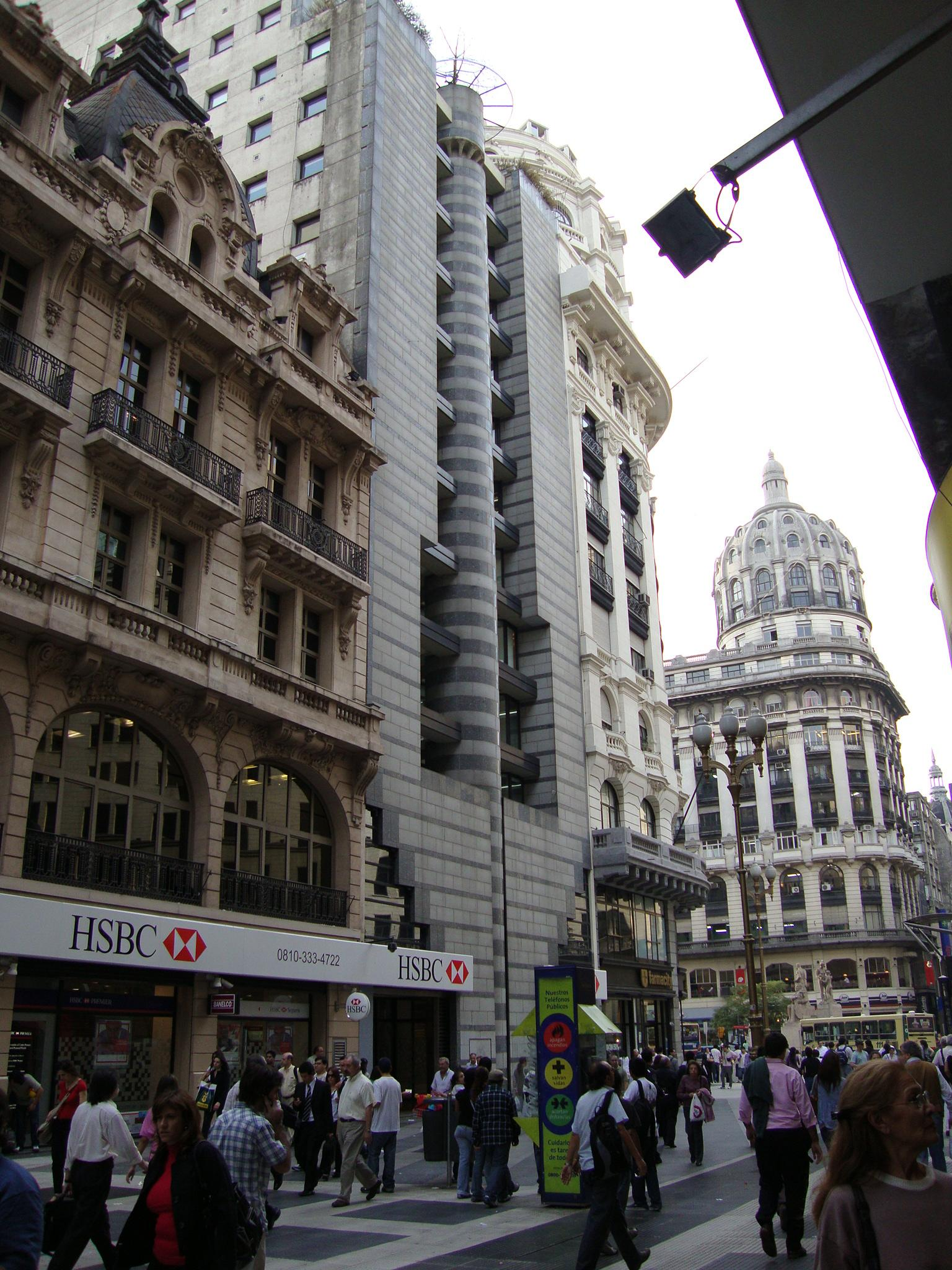